# Przemysław Trytko
Przemysław Trytko [pʃɛˈmɨswaf ˈtrɨtkɔ] (* 28. August 1987 in Oppeln, Polen) ist ein ehemaliger polnischer Fußballspieler.

## Karriere
Der Stürmer, der auch als offensiver Mittelfeldspieler agieren kann, stammt aus der Jugend von Gwarek Zabrze, wo er 2005 in den Kader der ersten Mannschaft aufrückte. Nach einer Spielzeit wechselte er im Sommer 2006 zum FC Energie Cottbus, der gerade in die Fußball-Bundesliga aufgestiegen war. Trytko wurde von den Cottbusern als Perspektivspieler verpflichtet und wurde fester Bestandteil der zweiten Mannschaft. Mit ihnen stieg er am Ende der Saison 2006/07 in die Regionalliga aufstieg.
In der Bundesliga kam Trytko lediglich zu einem Einsatz – am 19. Oktober 2007 wurde er gegen den MSV Duisburg in der 81. Minute für Stanislaw Angelow eingewechselt. Am Ende der Saison wurde sein auf zwei Jahre befristeter Vertrag bis 2010 verlängert. Trytko wurde jedoch zwei Spielzeiten an den polnischen Erstligisten Arka Gdynia verliehen. Seit der Saison 2010/11 steht er bei Jagiellonia Białystok unter Vertrag, wurde jedoch in den ersten zwei Spielzeiten jeweils in der Rückrunde an Polonia Bytom ausgeliehen. Trytko absolvierte Anfang August 2012 ein Probetraining beim FC Carl Zeiss Jena unter seinem ehemaligen Trainer Petrik Sander. Kurz darauf wurde er für die Hinrunde der Saison 2012/13 ausgeliehen. Somit kehrte er zum 1. Januar 2013 zu Jagiellonia Białystok zurück. Zehn Tage später wurde dort sein Vertrag vorzeitig aufgelöst.
Trytko kehrte am 17. Januar 2013 zum FC Carl Zeiss Jena zurück und unterschrieb einen Vertrag bis zum Saisonende der Saison 2012/13. Nach Ablauf seines Vertrags wechselte er am 14. Juni 2013 nach Polen zu Korona Kielce. Im Februar 2016 wechselte er nach Kasachstan zum FK Atyrau und im Januar 2017 zum polnischen Erstligisten Arka Gdynia. Dort gewann er am Ende der Spielzeit den nationalen Pokal. Vom Sommer 2017 war er zwei Jahre für Chrobry Głogów aktiv. Von 2019 zu seinem Karriereende 2023 spielte er noch unterklassig für KS ROW 1964 Rybnik, Bałtyk Gdynia, Gryf Wejherowo, LKS Goczałkowice-Zdrój und SKS Piast Strzelce Opolskie.

## Nationalmannschaft
Trytko bestritt von 2005 bis 2010 insgesamt zehn Partien für diverse polnische Jugendnationalmannschaften und erzielte dabei vier Treffer.

## Erfolge
- Polnischer Superpokalsieger: 2010
- Polnischer Pokalsieger: 2017